# Песь (село)
Песь (рос. Песь) — село в Хвойнинському районі Новгородської області Російської Федерації.
Населення становить 1684 особи. Входить до складу муніципального утворення Пєське сільське поселення.

## Історія
Від 2005 року входить до складу муніципального утворення Пєське сільське поселення

## Населення
| 2009 | 2010  |
| ---- | ----- |
| 1683 | ↗1684 |